# Dies Irae (live)
Dies Irae — dwupłytowy album live francuskiego zespołu rockowego Noir Désir, zarejestrowany podczas tournée promującego ostatnią płytę – Tostaky. Płyta rozeszła się w nakładzie 200 000 egzemplarzy.
Na albumie znajdują się niektóre największe przeboje zespołu, a także dwa covery:
- I Want You (The Beatles)
- Long Time Man (Nick Cave)

Płyta zawiera również inną wersję "I Want You" w ukrytym utworze.

## Nazwa płyty
Gitarzysta zespołu, Serge Tessot-Gay wpadł na pomysł zatytułowania płyty w ten sposób wertując słownik. Uznał, że ten tytuł może być dobrym odniesieniem do nazwy zespołu, jako że "Dies Irae" zawiera anagram słowa Desir, poza tym Dies irae to po łacinie "Dzień gniewu".

## Lista utworów

### CD 1
1. La Rage
2. Here It Comes Slowly
3. Ici Paris
4. One Trip/One Noise
5. Alice
6. Les Écorchés
7. Le Fleuve
8. Oublié
9. Tostaky
10. Sober Song
11. It Spurts

### CD 2
1. Johnny colère
2. The Holy Economic War
3. La Chaleur
4. À l'arrière des taxis
5. Marlène
6. Long Time Man
7. No, No, No
8. What I Need
9. Lolita nie en bloc
10. I Want You (She's So Heavy)
11. En route pour la joie